# Carlos de Eizaguirre
Die Carlos de Eizaguirre (ex britisch Landana) war ein spanischer Passagierdampfer, der am 26. Mai 1917 vor Kapstadt durch eine Mine des deutschen Hilfskreuzers Wolf versenkt wurde. Es war eines der schwersten Schiffsunglücke in der spanischen Handelsschifffahrt während des Ersten Weltkriegs.

## Tätigkeit bis 1917
Die Landana wurde als Leopoldville für eine belgische Afrika-Reederei auf Kiel gelegt, aber offenbar noch auf dem Helgen an die Londoner African Steamship Company  verkauft und als Landana in Dienst gestellt. Über ihren Einsatz ist nichts bekannt; vermutlich wurde sie im Westafrikaverkehr, dem Geschäftsbereich der Gesellschaft, verwandt. Die Landana wurde in London am 4. November 1910 vermutlich aufgrund der 1909 erfolgten Auflösung der Gesellschaft an die  Compañia Transatlántica (CT) in Barcelona verkauft, die sie in Carlos de Eizaguirre umbenannte.
Nach Umbauten lief sie am 21. März 1911 zu ihrer ersten Reise im Liniendienst nach Manila aus; eine Route, die von der CT seit den 1870er Jahren befahren wurde. Die Reiseroute führte von Cadiz aus über Barcelona, Genua, den Sueskanal, Colombo und Singapur nach Manila und zurück.

## Das Unglück
Aufgrund des Ersten Weltkriegs war der Suezkanal von den britischen Behörden in Ägypten für die nicht-alliierte Handelsschifffahrt geschlossen worden. Da Spanien im Krieg neutral blieb, waren spanische Schiffe gezwungen im Verkehr mit Ostasien den Umweg über das Kap der Guten Hoffnung zu nehmen, wobei Kapstadt als Kohlenstation genutzt wurde.
Am 21. April 1917 lief der Dampfer unter Kapitän Fermín Luzárraga Learreta (* 2. Februar 1862 Busturia) mit insgesamt 104 Besatzungsmitgliedern und 19 Passagieren aus Barcelona aus und traf am 26. April in Cadiz ein. Am 30. April  lief sie Las Palmas an. Dort lief sie am 5. Mai 1917 mit dem Ziel Kapstadt aus. Zwischenzeitlich waren einige Passagiere aus- und andere eingeschifft worden.
Am 26. Mai, um 03.30h, wurde der Dampfer zwischen Robben Island und Kapstadt auf Position 33° 46´ Süd, 17° 59´ Ost von einer schweren Explosion erschüttert. Diese Position wurde nachträglich von den Hafenbehörden in Kapstadt ermittelt. Die Carlos de Eizaguirre brach in zwei Teile auseinander und sank innerhalb von vier bis fünf Minuten. Es herrschte Dunkelheit, Regen und schwerer Seegang. Es gelang 24 Schiffbrüchigen unter der Führung des 2. Offiziers Luis Lazaga Gómez ein Rettungsboot zu besetzen. Kurzfristig drohte die noch rotierende Schiffsschraube des sinkenden Achterschiffs das Boot zu zertrümmern, doch gelang es Lazaga, freizukommen und Kapstadt anzusegeln. Kurz vor dem Eintreffen im Hafen wurde das Boot von einem Schlepper aufgenommen und traf am Mittag des 26. Mai 1917 in Kapstadt ein.
Dem Hilfsmaschinisten Alejandro Fernández war es nicht mehr gelungen, das Rettungsboot zu erreichen. Er konnte sich jedoch an einem Trümmerstück des Wracks festhalten, das ihm als provisorisches Floß diente. Er trieb dreizehneinhalb Stunden auf See, bis er von dem Küstenboot Langebaan unter Führung von Kapitän Odde geborgen werden konnte.
Die Schiffbrüchigen wurden in Kapstadt im Sailor´s Home versorgt. Am 27. Mai fand in Kapstadt eine Trauerveranstaltung zu Ehren der Verunglückten statt. Der Untergang des Schiffs hatte 134 Personen (50 Passagieren und 84 Besatzungsmitgliedern) das Leben gekostet. Darunter befanden sich 12 Frauen und 5 Kleinkinder. In den folgenden Tagen wurden acht Leichen in der Umgebung von Kapstadt angeschwemmt, die als Passagiere bzw. Besatzungsmitglieder des Dampfers identifiziert werden konnten.
Als Unglücksursache wurde schließlich eine Minenexplosion angenommen. Nach einer nichtoffiziellen Stellungnahme des Hafenkommandanten von Kapstadt waren bereits fünf Minen im Hafen gefunden worden. Der Fund wurde jedoch von der britischen Regierung geheim gehalten, um die neutrale Schifffahrt nicht vom Anlaufen des Hafens abzuhalten. Der Gesellschaft war anonym mitgeteilt worden, dass die Carlos de Eizaguirre bereits das vierte Schiff gewesen sei, dass in der Nähe von Kapstadt unter mysteriösen Umständen verschwunden war. Schließlich wurde festgestellt, dass die Mine von dem deutschen Hilfskreuzer Wolf stammte, der auf seinem Weg ins ostasiatische Operationsgebiet in der Nacht zum 17. Januar 1917 vor Kapstadt eine Minensperre gelegt hatte.